# La Tour-Saint-Gelin
La Tour-Saint-Gelin – miejscowość i gmina we Francji, w Regionie Centralnym, w departamencie Indre i Loara.
Według danych na rok 1990 gminę zamieszkiwało 549 osób, a gęstość zaludnienia wynosiła 41 osób/km² (wśród 1842 gmin Regionu Centralnego La Tour-Saint-Gelin plasuje się na 645. miejscu pod względem liczby ludności, natomiast pod względem powierzchni na miejscu 968.).